# Арис Мовсесијан
Арис Мовсесијан (Београд, 22. март 1966) српски је доктор стоматологије, писац, сценариста, филмски редитељ, блогер и политичар. Тренутно је члан  Покрета слободних грађана.

## Биографија

### Детињство, младост и каријера
Мовсесијан је рођен 1966. године у Београду, који је у то време био део Социјалистичке Федеративне Републике Југославије. Деда и баба по оцу су му били Јермени, а деда је имигрирао у Краљевину Југославију.
Био је редитељ филма Апорија (2006) и сценариста филма Свјетско чудовиште (2003).
Такође је написао књигу Ликови и писци.

### Политичка каријера
Мовсесијан је тренутно председник Нове странке, социјално-либералне политичке странке.
Добио је 148. место на заједничкој изборној листи Демократске странке, Нове странке, Демократског савеза Хрвата у Војводини и Заједно за Србију за парламентарне изборе у Србији 2016. године.
Године 2017. рекао је да је сигуран да ће Србија једног дана признати да је Турска починила геноцид над Јерменима, али да тренутно то не чини због снажних веза са Турском.